# 弗洛拉足球俱乐部

弗洛拉足球俱乐部于1990–2016年使用的会徽

科羅拉足球會是位於爱沙尼亚塔林的一個足球俱乐部，成立於1990年。科羅拉多次获得过爱沙尼亚足球甲级联赛和爱沙尼亚杯冠军。該俱樂部以其僅招收愛沙尼亞籍選手的政策而聞名。它有着成功的青训系统，多年来培养了众多国家队球员，对爱沙尼亚国家队作出了很大贡献。
科羅拉最主要的对手是塔林莱瓦迪亚和TVMK，三支球队都来自首都塔林。球队的主体育场为阿·勒柯克競技場。球场具有草皮恒温系统。体育场还拥有多块自然和人工草皮训练场地。

## 球隊榮譽
- 愛沙尼亞足球甲級聯賽

 冠軍 (15)：1993-94, 1994-95, 1997-98, 1998, 2001, 2002, 2003, 2010, 2011, 2015, 2017, 2019, 2020, 2022, 2023
- 愛沙尼亞盃

 冠軍 (8)：1994–95, 1997–98, 2007–08, 2008–09, 2010–11, 2012–13, 2015–16, 2019–20
 亞軍 (7)：2000–01, 2002–03, 2005–06, 2009–10, 2017–18, 2020–21, 2022–23
- 愛沙尼亞超級盃

 冠軍 (12)：1998, 2002, 2003, 2004, 2009, 2011, 2012, 2014, 2016, 2020, 2021, 2024
 亞軍 (7)：1999, 2006, 2010, 2017, 2018, 2022, 2023